# Sabah (periódico)
Sabah es un periódico turco que compite con Hürriyet y Zaman por ser el periódico más popular de Turquía. Más objetivo que Hürriyet, entre sus lectores se pueden hallar a otros colectivos de la sociedad turca.